# Program Pegasus

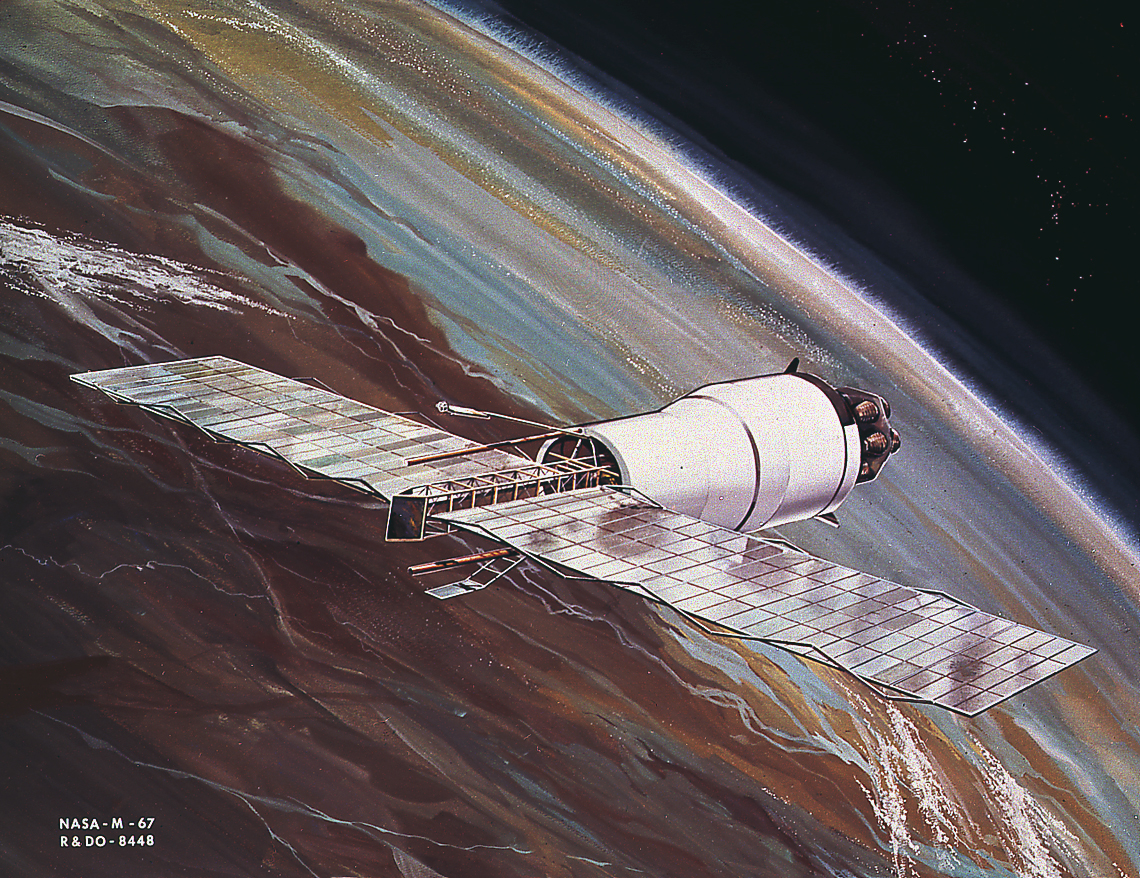
Ilustrace satelitu Pegasus

Program Pegasus byl satelitní program americké agentury NASA zaměřený na studium výskytu mikro-meteoroidů na vyšších oběžných drahách a jejich účinků na budoucí kosmické lodě. Výzkum probíhal pomocí satelitů Pegasus vynášených nosnou raketou Saturn I z kosmodromu na Cape Canaveral. Satelity byly k detekci mikro-meteoroidů vybaveny rozkládacími panely o rozměrech 29 na 4 metry. Tyto panely plnily funkci terčů a přístroje na palubě pak vyhodnocovaly a odesílaly informace o dopadech zpět na Zem.
Za návrh a provoz satelitů odpovídalo Marshallovo středisko vesmírných letů, výroba byla svěřena firmě Fairchild. Satelity byly vypuštěny při misích A-103, A-104 a A-105. Při těchto misích byla zároveň testována kosmická loď Apollo, avšak pouze velitelský modul, servisní modul sloužil jako pouzdro pro složené panely satelitu Pegasus. Panely bývaly rozvinuty když raketa dokončila ostatní úkoly a odhodila velitelský modul. K tomu došlo přibližně 200 sekund po dosažení oběžné dráhy, což je asi 800 sekund po startu.

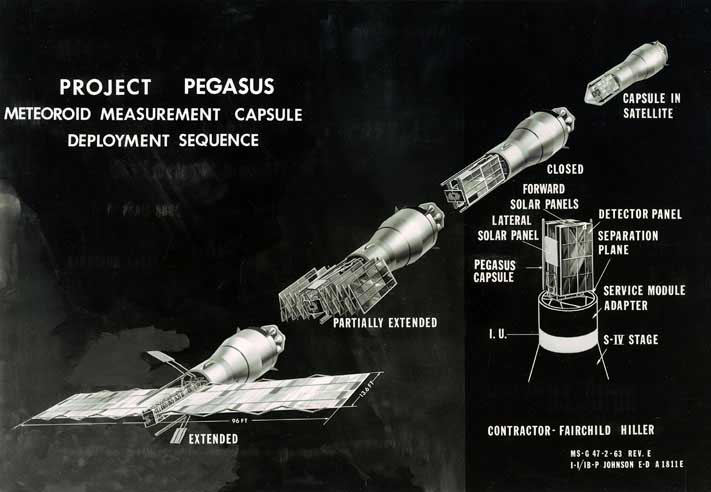
Postupné rozkládání detekčních panelů

Postupné rozvinutí panelů bylo možné sledovat díky televizní kameře, umístěné na adaptéru v servisním modulu. Satelit zůstával spojen se servisním modulem i druhým stupněm rakety Saturn I po celou dobu činnosti. Hmotnost celé soustavy tak dosahovala až 15 000 kilogramů. Detekční panely byly vybaveny 116 detektory o různých tloušťkách a celková plocha pro detekci dopadů činila 185 m². Přístrojové vybavení zahrnovalo: solárně dobíjený bateriový napájecí systém, systém ukládání dat, přenosové zařízení, teplotní snímače a systémy kontroly polohy a směru.
Oběžné dráhy satelitů byly zvoleny tak, aby odpovídaly drahám budoucích lodí s posádkou. Tyto orbity ve výšce 500 až 800 kilometru, byly relativně vyšší než při dřívějších misích rakety Saturn I a proto byl při startu kladen zvláštní důraz na spolehlivost naváděcího systému. Program Pegasus neposkytl pouze data o mikrometeoriodech. Díky dlouhodobému pobytu ve volném prostoru přinesl program i nové poznatky v oblasti gyroskopických pohybů, orbitálních charakteristik tuhých těles, životnosti elektronických komponent, termoregulační systémy a degradaci tepelné ochrany vlivem působení vesmírného prostředí.